# 謝拉縣 (新墨西哥州)
謝拉郡（英語：Sierra County）是美国新墨西哥州西南部的一個郡，面積10,972平方公里。根據2020年美國人口普查數字，本郡共有人口11,576人。本郡郡治為特鲁斯-康西昆西斯（Truth or Consequences），簡稱T or C。
本郡於1884年4月3日成立，縣名是西班牙语「山脈」（Sierra Diablo）的意思，意指布萊克嶺（Black Range）。

## 地理

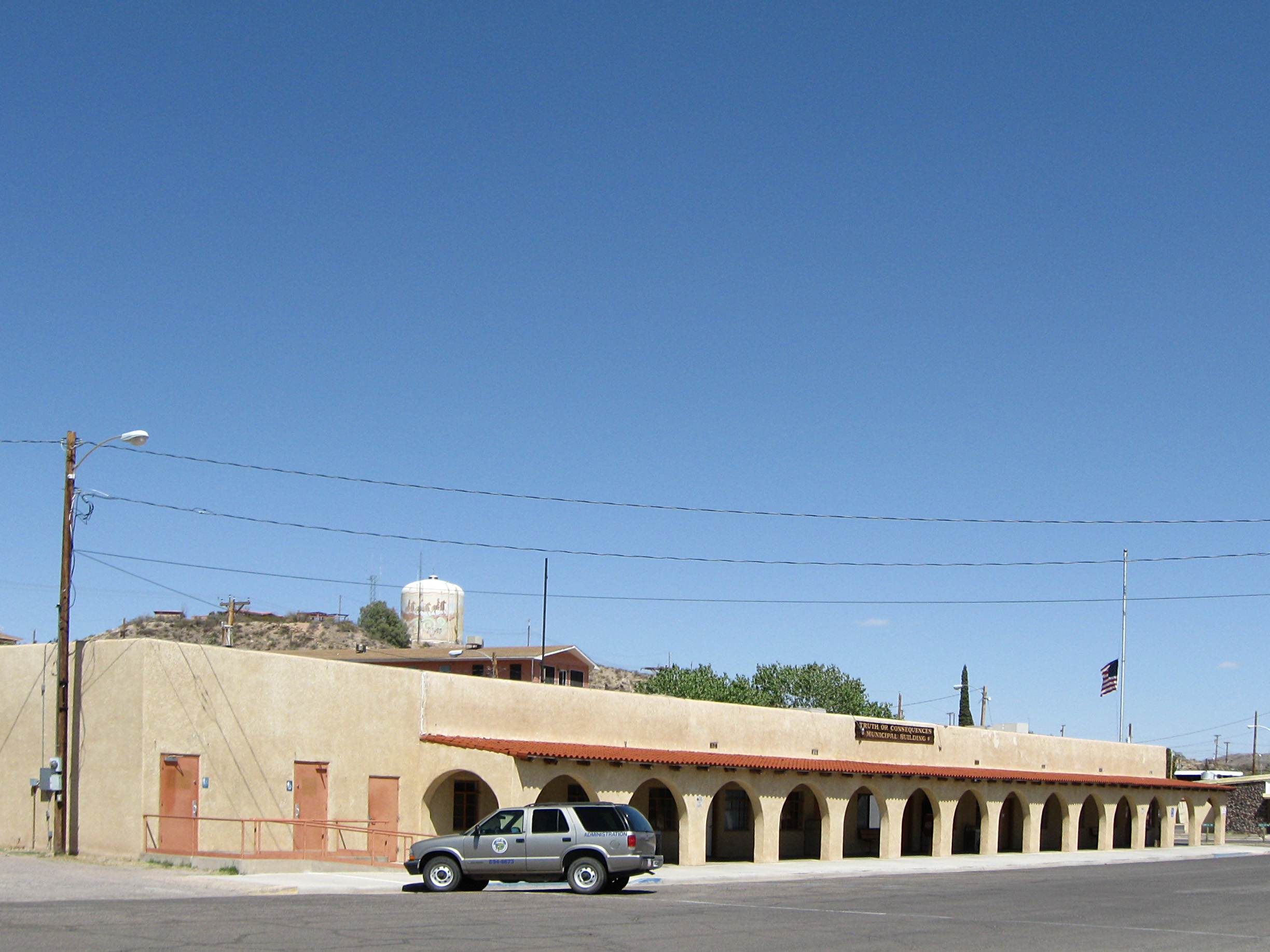
特魯斯康西昆西斯

根據2000年人口普查，錫沃立縣的總面積為4,236平方英里（10,970平方），其中有4,180平方英里（10,800平方），即98.68%為陸地；56平方英里（150平方），即1.32%為水域。本縣既是新墨西哥州面積第12大的縣份，亦是美國面積第96大的縣份。

### 毗鄰縣
所有謝拉縣的毗鄰縣皆為新墨西哥州縣份。
- 卡特倫縣：西北方
- 索科羅縣：北方
- 林肯縣：東北方
- 奧特羅縣：東方
- 唐娜安娜縣：南方
- 盧納縣：南方
- 格蘭特縣：西方

### 國家保護區
- 西波拉国家森林（部分）
- 皇家內陸大道（部分）
- 希拉国家森林（部分）

## 人口
| 调查年            | 人口   | 备注 | %±     |
| ----------------- | ------ | ---- | ------ |
| 1910              | 3,536  |      | —      |
| 1920              | 4,619  |      | 30.6%  |
| 1930              | 5,184  |      | 12.2%  |
| 1940              | 6,962  |      | 34.3%  |
| 1950              | 7,186  |      | 3.2%   |
| 1960              | 6,409  |      | −10.8% |
| 1970              | 7,189  |      | 12.2%  |
| 1980              | 8,454  |      | 17.6%  |
| 1990              | 9,912  |      | 17.2%  |
| 2000              | 13,270 |      | 33.9%  |
| 2010              | 11,988 |      | −9.7%  |
| [ 3 ] [ 4 ] [ 5 ] |        |      |        |

### 2010年
根據2010年人口普查，謝拉縣擁有11,988居民。而人口是由85.6%白人、0.4%黑人、1.7%土著、0.4%亞洲人、8.6%其他種族和3.3%混血构成。而西班牙裔或拉丁美洲人佔了人口28%。

### 2000年
根據2000年人口普查，謝拉縣擁有13,270居民、6,113住戶和3,618家庭。其人口密度為每平方英里3居民（每平方公里1居民）。本縣擁有8,727間房屋单位，其密度為每平方英里2間（每平方公里1間）。而人口是由86.97%白人、0.48%黑人、1.48%土著、0.17%亞洲人、0.08%太平洋岛民、8.27%其他種族和2.54%混血构成。而西班牙裔或拉丁美洲人佔了人口26.28%。
在6,113住户中，有20.4%擁有一個或以上的兒童（18歲以下）、47.5%為夫妻、8.6%為單親家庭、40.8%為非家庭、35.9%為獨居、19.3%住戶有同居長者。平均每戶有2.13人，而平均每個家庭則有2.75人。在13,270居民中，有20.1%為18歲以下、5.4%為18至24歲、19.5%為25至44歲、27.4%為45至64歲以及27.7%為65歲以上。人口的年齡中位數為49歲，女子對男子的性別比為1：1。成年人的性別比則為100：97.7。
本縣的住戶收入中位數為$24,152，而家庭收入中位數則為$29,787。男性的收入中位數為$24,570，而女性的收入中位數則為$19,839，人均收入為$15,023。約13.8%家庭和20.9%人口在貧窮線以下，包括31.5%兒童（18歲以下）及14.7%長者（65歲以上）。